# Allén
Allén är en oljemålning från 1903 av August Strindberg. Målningen tillhör Thielska galleriet i Stockholm. 
Åren efter förra sekelskiftet bodde Strindberg på Karlavägen i Stockholm. Han företog nästan dagliga promenader på Södra Djurgården, framför allt till Rosendals slott och trädgård. Det är sannolikt allérna på Djurgården som är upplevelsebakgrunden till målningen Allén.
Konstsamlaren Ernest Thiel hade blandade känslor för Strindberg. I sina minnesanteckningar skriver han: "Annars har Strindberg inte haft mycket att säga mig, varken som diktare eller människa. Likvisst respekterar jag hans sökarsjäl, men hans brist på balans, och hans angrepp på bl.a. Oscar Levertin, en av de noblaste andar jag mött, stötte mig för pannan". Att Thiel ändå köpte Allén och två andra målningar av Strindberg var Carl Larssons förtjänst. Den 16 oktober 1905 hade Larsson, Richard Bergh och Karl Nordström träffats hemma hos Strindberg, som just då hade en ovanligt usel ekonomi. De tre konstnärsvännerna föreslog Strindberg att han skulle sälja några målningar och Larsson erbjöd sig att kontakta Thiel. Den 13 december 1905 skrev Strindberg till Larsson: "Och Thiel, som var här idag! Tänk det, och köpte tre tavlor, däribland gula allén med det stora okända i bakgrunden. Tack för hjälpen!" Thiel hade betalt 1 000 kronor för de tre målningarna.